# Martin Hašek (Fußballspieler, 1969)
Martin Hašek (* 11. Oktober 1969 in Pardubice) ist ein ehemaliger tschechischer Fußballspieler und späterer -trainer und -funktionär.

## Spielerkarriere
Hašek begann bei RH Pardubice, 1980 ging er zu VCHZ Pardubice. Seinen Wehrdienst absolvierte er 1990 bis 1992 bei RH Cheb, anschließend spielte er sechs Jahre für Slovan Liberec. Im Sommer 1997 wechselte er zu Sparta Prag. In den folgenden Jahren gehörte er auch dem Kader der Nationalmannschaft an. 2001 ging er zum FK Austria Wien, 2003 für ein halbes Jahr zu SK Sturm Graz. Die Saison 2004 verbrachte er bei Dynamo Moskau, wo er auf seinen ehemaligen Trainer Jaroslav Hřebík traf. Nachdem Hřebík entlassen worden war, schob der neue Trainer Hašek zum B-Team ab.
Im Januar 2005 ging er als Vertragsamateur zurück zu Slovan Liberec, schon im März desselben Jahres wechselte er zu seinem ehemaligen Verein Sparta Prag, wo er am 1. Juli 2005 einen Einjahresvertrag unterschrieb, der im Sommer 2006 um eine weitere Saison verlängert wurde. Schon im September 2006 wechselte er allerdings zu Marila Příbram, nach der Saison 2006/07 beendete er seine Profikarriere. Nebenher spielte er im Herbst 2007 noch für den Prager Fünftligisten FC Přední Kopanina.
Hašek war ein defensiver Mittelfeldspieler mit Kampfgeist, guter Technik und gutem Spielaufbau.

## Trainer- und Funktionärskarriere
In der Hinrunde der Saison 2007/08 war Hašek Co-Trainer bei der B-Mannschaft von Sparta Prag in der dritten tschechischen Liga, zur Rückrunde übernahm er den FK Baník Sokolov in der 2. Liga. Bereits Anfang 2009 kehrte Hašek zu Sparta Prag zurück, um fortan als Assistent von Jozef Chovanec zu arbeiten. Von 2011 bis 2012 war er selbst Trainer von Sparta Prag, wurde jedoch kurz vor Saisonende entlassen und trainierte in weiterer Folgen in den Spielzeiten 2012/13 und 2013/14 die B-Mannschaft des Klubs. Ab Sommer 2014 fungierte er als Cheftrainer des FK Pardubice, verließ den Klub jedoch bereits im Dezember 2014 wieder. In der Winterpause 2015/16 übernahm er den FC Graffin Vlašim und trainierte diesen bis April 2017, ehe er die Möglichkeit bekam, die Bohemians Prag zu trainieren. Als deren Trainer war er daraufhin zweieinhalb Jahre lang aktiv. Von April bis Juni 2022 agierte er kurzzeitig als Trainer des FK Ústí nad Labem und war von April bis Juni 2023 ebenso kurzzeitig Trainer des FC Zbrojovka Brünn.
Seit Anfang Juni 2025 ist er Sportdirektor von Dukla Prag.

## Privates
Sein Bruder ist der ehemalige Eishockeytorwart Dominik Hašek. Martin Hašek ist verheiratet und Vater zweier Söhne, Martin (* 1995) und Filip (* 1997), die ebenfalls Profifußballer wurden.